# 31582 Miraeparker
31582 Miraeparker è un asteroide della fascia principale. Scoperto nel 1999, presenta un'orbita caratterizzata da un semiasse maggiore pari a 2,6193471 UA e da un'eccentricità di 0,1081509, inclinata di 3,18837° rispetto all'eclittica.